# Župnija Ajdovec
Župnija Ajdovec je rimskokatoliška teritorialna župnija dekanije Žužemberk škofije Novo mesto.
Do 7. aprila 2006, ko je bila ustanovljena škofija Novo mesto, je bila župnija del nadškofije Ljubljana.
Lokalija v Ajdovcu je bila ustanovljena novembra 1789, ko je dobila svojega prvega duhovnika, saj je prej spadala pod župnijo Dobrnič. Župnija pa je bila ustanovljena leta 1877. 12.12.1942 je bila požgana stara cerkev, leta 1990 pa končno posvečena nova cerkev v bližini stare.
V župniji so postavljene Farne spominske plošče, na katerih so imena vaščanov iz okoliških vasi (Boršt, Brezova Reber, Dolnji Ajdovec, Gornji Ajdovec, Mali Lipovec, Srednji Lipovec, Veliki Lipovec, Podlipa in Sela), ki so padli na protikomunistični strani v letih 1942-1945. Skupno je na ploščah 106 imen.